# Roßdorf am Forst
Roßdorf am Forst ist ein Gemeindeteil der Gemeinde Strullendorf im oberfränkischen Landkreis Bamberg in Bayern.

## Einwohner
Das Dorf hat etwa 500 Einwohner. Es liegt etwa 3 km nordöstlich von Strullendorf.

## Geschichte
Roßdorf am Forst wurde erstmals in der zweiten Hälfte des 11. Jahrhunderts als „Ratestorf“ urkundlich erwähnt.
Am 1. Januar 1978 wurde die Gemeinde Roßdorf am Forst in die Gemeinde Strullendorf eingegliedert.

## Baudenkmäler
In der Liste der Baudenkmäler in Roßdorf am Forst sind insgesamt 20 Objekte eingetragen.

## Wirtschaft
In Roßdorf am Forst ist die Brauerei Sauer ansässig mit Gaststätte, Bierkeller und Getränkehandel.

## Verkehr
Um den Ort verlaufen die Staatsstraßen 2276, 2210 und 2188. Im Westen liegt die Bundesautobahn 73. Durch den Ort führt der Fränkische Marienweg.

## Ortsvereine
- Sportgemeinschaft „Brüder am Forst“ Roßdorf e. V.
- Freiwillige Feuerwehr Roßdorf am Forst (mit Dorfgemeinschaft)